# 福岡県道59号志賀島和白線
福岡県道59号志賀島和白線（ふくおかけんどう59ごう しかのしまわじろせん）は、福岡県福岡市東区を通る県道（主要地方道）である。

## 概要
福岡市東区大字志賀島から福岡市東区和白丘1丁目に至る。
志賀島と本土を結ぶ唯一の道路で、また海の中道の幹線道路であり国営海の中道海浜公園と連絡している。1979年（昭和54年）の福岡市制施行90周年記念事業での公募によって「海の中道」という福岡市道路愛称が付けられた。
雁の巣レクリエーションセンター西側の交差点（角に福岡県警察の自動車訓練場がある）から志賀島方面は、毎日21時から翌朝5時まで126 cc以上の二輪車の乗り入れが禁止されている。
志賀島の南東端、福岡県道542号志賀島循環線交点が起点。志賀島海水浴場を左手に見て志賀島橋を渡り、海の中道に入る。
志賀島橋を渡り終えると海の中道の南側を通り、大岳地区を通る。その先の海浜公園南交差点で左折して西戸崎地区の市街地から外れ海の中道海浜公園の中を通る。国営海の中道海浜公園の中で左にカーブし、その先はJR九州香椎線（海の中道線）とほぼ並行して海の中道を通る。なお、以前はこの海浜公園内区間において北風による砂を避けるために博多湾を望める南側を走っていたが、1990年代に防砂壁と北側を直線的に結ぶバイパスが整備されたことから旧道は2000年（平成12年）11月5日をもって閉鎖された。海の中道の付け根にあたる和白地区の塩浜三苫口交差点を過ぎると香椎線と分かれ、西鉄貝塚線の踏切を渡り、国道495号交点の和白交差点が終点となる。

### 路線データ
- 起点：福岡県福岡市東区大字志賀島（福岡県道542号志賀島循環線起終点）
- 終点：福岡県福岡市東区和白丘1丁目（和白交差点、国道495号交点）

## 歴史
- 1993年（平成5年）5月11日 - 建設省から、県道志賀島和白線が志賀島和白線として主要地方道に指定される[2]。

## 路線状況

### 通称
- 海の中道

### 道路施設

#### 橋梁
- 志賀島橋（博多湾、福岡市東区）

## 地理

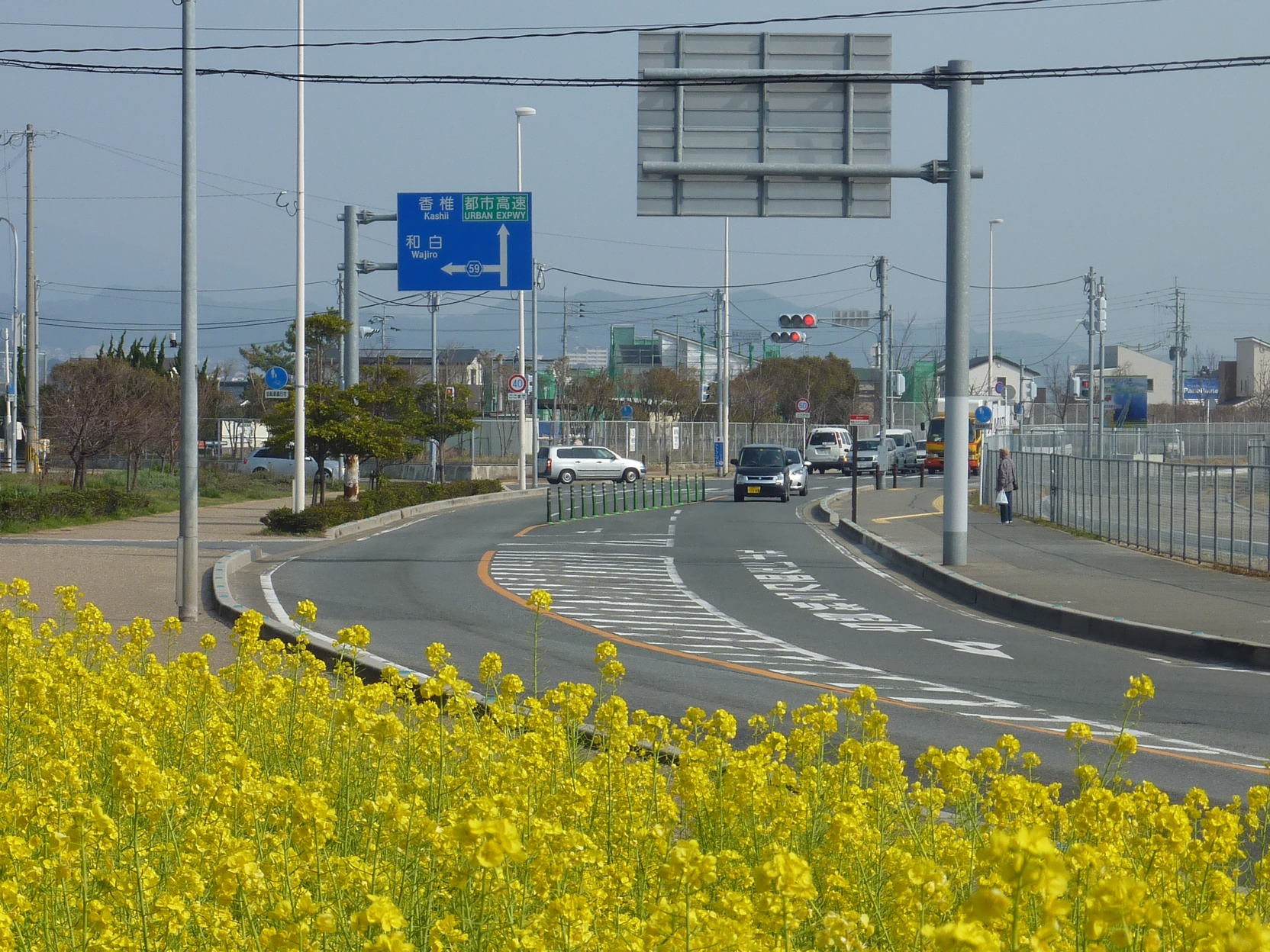
雁ノ巣レクリエーションセンター前交差点付近

### 通過する自治体
- 福岡市（東区）

### 交差する道路
| 交差する道路                  | 交差する場所 | 交差する場所                           |
| ----------------------------- | ------------ | -------------------------------------- |
| 福岡県道542号志賀島循環線     | 大字志賀島   | 起点                                   |
| 臨港道路アイランドシティ1号線 | 大字奈多     | 雁ノ巣レクリエーションセンター前交差点 |
| 福岡県道538号湊塩浜線         | 和白5丁目    | 塩浜三苫口交差点                       |
| 国道495号                     | 和白丘1丁目  | 和白交差点 / 終点                      |

### 交差する鉄道
- 香椎線
- 西鉄貝塚線

### 沿線
周辺は国営海の中道海浜公園を中心としたレジャー施設が充実している。
- 志賀島海水浴場
- 西戸崎シーサイドカントリークラブ
- 福岡市立志賀中学校
- 大岳ショートコース
- 福岡マリーナ
- ソフトバンクホークストレーニング場
- 国営海の中道海浜公園
- 福岡市立西戸崎小学校
- マリンワールド海の中道
- JR九州香椎線
  - 海ノ中道駅 - 雁ノ巣駅 - 奈多駅
- 雁の巣レクリエーションセンター
  - 雁の巣レクリエーションセンター野球場
- 福岡航空交通管制部
- 航空交通管理センター
- 奈多団地
- 福岡工業大学塩浜総合グラウンド（FITスタジアム）